# Ю (річка)
62°00′17″ пн. ш. 50°38′45″ сх. д. / 62.00472° пн. ш. 50.64583° сх. д.
Ю — річка на півночі європейської частини Росії. Протікає територією Республіки Комі.
Довжина близько 10 км.
Русло пряме, річка у верхній течії спрямована на південний схід, потім змінює напрямок на південний захід. Бере початок в болотистій місцевості за 3 км на північ від селища  Часово, впадає в річку Вичегда. У річку впадає кілька приток. Через річку перекинуто пішохідний та автомобільний (на автодорозі Часово — Кряжська) мости.